# Фигера, Аркимедес
Арки́медес Хосе́ Фиге́ра Саласа́р (исп. Arquímedes José Figuera Salazar; родился 6 октября 1989 года в Кумана, Венесуэла) — венесуэльский футболист, полузащитник клуба «Университарио» и сборной Венесуэлы.

## Клубная карьера
Фигера начал карьеру в клубе «Трухильянос». Дебютировал в венесуэльской Примере в сезоне 2009/10 (по другим данным, в 2008 году). В сезоне 2010/11 завоевал Кубок Венесуэлы.
Летом 2014 года Фигера перешёл в «Депортиво Ла Гуайра». 10 августа в матче против «Депортиво Ансоатеги» он дебютировал за новый клуб. 26 сентября в поединке против «Арагуа» Аркимедес забил свой первый гол за «Депортиво Ла Гуайра». В составе клуба он дважды завоевал национальный кубок.
С 2017 по 2018 год выступал на правах аренды за перуанский «Университарио».

## Международная карьера
В 2009 году в составе молодёжной сборной Венесуэлы Фигера принял участие в домашнем молодёжном чемпионате Южной Америки. На турнире он сыграл в матче против команды Аргентины.
11 августа 2011 года в товарищеском матче против сборной Гондураса Аркимедес дебютировал за сборную Венесуэлы. 5 февраля 2015 года в поединке против Гондураса Фигера забил свой первый гол за национальную команду.
В 2016 году Фигера принял участие в Кубке Америки в США. На турнире он сыграл в матчах против команд Ямайки, Уругвая и Аргентины.

### Голы за сборную Венесуэлы
| #   | Дата           | Место                                            | Противник | Счёт | Результат | Соревнование      |
| --- | -------------- | ------------------------------------------------ | --------- | ---- | --------- | ----------------- |
| 01. | 5 февраля 2015 | Олимпико Метрополитано, Сан-Педро-Сула, Гондурас | Гондурас  | 0:2  | 2:3       | Товарищеский матч |

## Достижения
Командные
 «Трухильянос»
- Обладатель Кубка Венесуэлы — 2010

 «Депортиво Ла Гуайра»
- Обладатель Кубка Венесуэлы — 2014
- Обладатель Кубка Венесуэлы — 2015